# Панцерфауст
Панцерфауст (  — оклопна песница) је бестрзајни, ручни, противоклопни бацач немачке производње који је у великом броју коришћен током Другог светског рата. Заправо, ради се о малом бестрзајном топу за једнократну употребу, са експлозивним пуњењем које се уграђивало током процеса производње због чега је Панцерфауст, одмах по изласку из фабричке хале био спреман за дејство. У наоружање је уведен као замена за Фаустпатрон. Различите верзије овог противоклопног оружја биле су у употреби све до краја рата. Претпоставља се да је на принципу Панцерфауста израђено једно од најмасовније произвођених противоклопних оружја совјетског порекла, РПГ-7, чије модернизоване верзије се и данас налазе у наоружању многих зараћених страна широм планете.
Развој нове, јаче верзије Фаустпатрона започео је 1942. године. Као резултат развојног програма настало је једноставно противоклопно оружје, тежине измежу 5-10kg које је названо Панцерфауст. Тело оружја било је сачињено од цеви направљене од челика лошијег квалитета, дугачке око метар и пречника око 4-6cm. Са горње стране цеви налазили су се задњи нишан и окидачки механизам. Уместо предњег нишана, за нишањење се користила горња ивица бојеве главе. Унутар цеви налазило се мало погонско пуњење од црног барута. Причвршћена на врху цеви, уз помоћ дрвеног репа и металних крилаца, била је велика бојева глава, пречника 15cm и тежине 3kg. Бојево пуњење састојало се од око 800g експлозива.
Панцерфауст је често имао исписано упозорење, великим црвеним словима са горње задње стране цеви, које је гласило «Achtung! Feuerstrahl!» («Пази! Ватрени млаз!»). Упозорење се односило на војнике који би могли бити повређени приликом дејства овог оружја, уколико би се затекли иза њега у тренутку опаљења. После употребе, цев је одбацивана што је Панцерфауст чинило првим противоклопним оружјем за једнократну употребу. Панцерфауст је могао да пробије око 170mm челика што је било довољно за уништење било ког оклопног возила које се у то време налазило у наоружању савезничких снага.
У урбаном окружењу, у којем се борба одвијала на малим растојањима, Панцерфауст се показао изузетно ефикасним. Захваљујући овом оружју Совјети су изгубили велики број оклопних возила током Битке за Берлин. Захваљујући једноставном процесу производње Панцерфауст је произвођен у великом броју чак и за време саме битке за немачку престоницу.
Током Другог светског рата развијено је више верзија овог оружја.

## Панцерфауст 30
Првобитна верзија овог оружја са ознаком Панцерфауст 30 уведена је у употребу током августа месеца 1943. године. Број «30» у називу односио се на домет оружја који је износио 30m. У цеви пречника 4,4cm било је смештено 95g екслозивног погонског пуњења које је покретало пројектил тежине 2,9kg са 800g експлозива. Брзина пројектила износила је 30m/s. Укупна тежина овог оружја била је 5,1kg.

## Панцерфауст 60
Панцерфауст 60 био је најбројнија верзија овог оружја чија је производња започела у августу 1944. године. Његов домет је био 60m али је с обзиром на малу брзину пројектила од 45m/s, приликом напада на циљеве у зони крајњег домета, била потребна 1,5s да пројектил погоди мету. Да би се постигла већа брзина пројектила, пречник цеви повећан је на 5cm, а погонско екслозивно пуњење повећано је на 134g. Ова верзија имала је побољшан нишан и окидачки механизам. Укупна тежина оружја износила је 6,1kg.

## Панцерфауст 100
Панцерфауст 100 била је последња верзија овог оружја која је ушла у масовну индустријску производњу у новембру 1944. године. Максимални домет оружја износио је 100m. Пречник цеви повећан је на 6cm како би примио погонско експлозивно пуњење од 190g које је пројектилу омогућавало брзину од 60 m/s. Нишан је имао подеоке за 30, 60 80 и 150 метара, који су били означени флуоресцентном бојом како би били видљиви и у мраку. Укупна тежина оружја износила је 6,8kg.

## Панцерфауст 150 и 250
Панцерфауст 150, који је у малом броју уведен у наоружање пред крај Другог светског рата, представљао је знатно измењену верзију модела 100. Имао је исту количину експлозивног погонског пуњења као и Панцерфауст 100 али је модификована бојева глава, са двостепеним погонским пуњењем омогућила брзину од 85m/s чиме је значајно повећана пробојна моћ овог оружја. Панцерфауст 150 требало је да буде оружје за вишекратну употребу са могућношћу испаљивања 10 бојевих глава пре одбацивања. Производња ове варијанте почела је у марту месецу 1945. године, само два месеца пре завршетка рата.
Панцерфауст 250 је требало да уђе у производњу у септембру 1945. године али се рат завршио пре него што је развојни пројекат завршен.
Слично противоклопно оружје савезника била је Базука, која је као и немачки Панцершрек могла да се пуни.
Током Хладног рата, војска Западне Немачке била је наоружана потпуно новим ракетним противоклопним бацачем Панцерфауст 3.